# Dlaždič

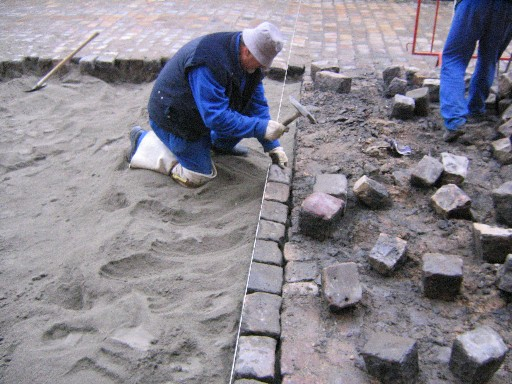
dlaždič pokládá kamennou dlažbu na ulici v Praze

Dlaždič je řemeslník, který dláždí ulice a provádí dlažbu, čili pokládku či opravu dlažby. Na připravený podklad pokládá dlažební kostky, dlaždice či dlaždičky do písku, nebo je lepí k podkladu. Historicky jsou dlážděné ulice známy již například ze Starověkého Řecka, což dokládá stáří tohoto řemesla.
Dříve měly celou výstavbu cest včetně úmorného roztloukání kamení na starosti cestáři, v dnešní době asfaltových povrchů na silnicích spíše asfaltéři. Obkladovou dlažbu pokládá obkladač.

## Historie
V Čechách bylo toto řemeslo ve třináctém století novinkou, bylo zde jen několik málo mistrů dlaždičů a dláždila se převážně náměstí. Privilegim ungeltu Lounským roku 1355, Hradec Králové a Most 1354, Polička 1360, Německý Brod 1361, Budějovice 1364 a Domažlice 1370, Staré město Pražské 1330. Obcím, které si polepšily městskou dlažbou a tím "zapudily smrady a bláta", poskytoval výhody také Karel IV. Mnoho měst se dláždění dočkalo až v 16. nebo 17. století. Do roku 1419 bylo v Praze sedm dlaždičů (málo jako pokrývačů), řádem z roku 1482 zde byla stanovena mzda za provedenou dlažbu od provazce hotové dlaždičské práce deset míšeňských grošů, v zimě devět (zemský provazec držel 42 loket a dvě pěsti, pět provazců bylo jitro). 

## Při práci

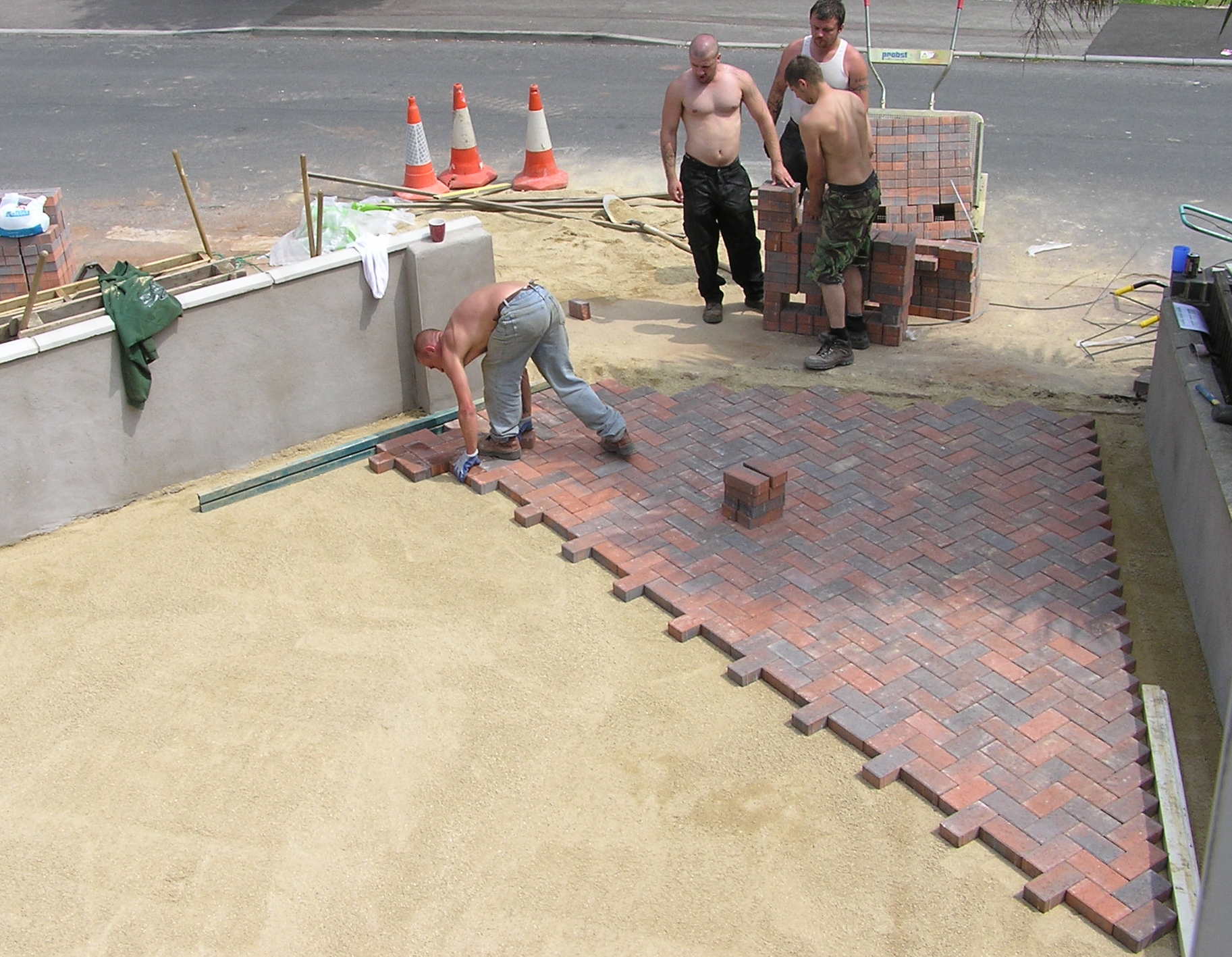
dlaždiči pokládají zámkovou dlažbu na ulici

Při pokládání dlažby často pracuje v kleči. Používá zejména zednické nářadí, pro pravidelný vzor dlažby pak provázky nebo šablony. Položená dlažba z menších kamenů či dlaždic se nakonec utahuje a vyrovnává pěchem ("panenkou"), který postupně nahrazují malé motorové válce.
nářadí
- gumová palice/palička
- koště
- krumpáč
- lopata
- skládací nebo svinovací metr
- špachtle
- vodováha
- zednická lžíce
- zednické kladivo

## Zvláštní druhy dlažby
Pro dláždění chodníků se v různých městech světa užívá tzv. mozaika, ozdobná dlažba z menších kamenných kostek. V Česku se kostky vyráběly ručně, štípáním odpadových kusů v mramorových, čedičových, nebo žulových lomech. Výhodou mozaiky je kromě krásného vzhledu také propustnost. K nevýhodám patří vyšší cena a menší odolnost, když na dlažbu vjede těžký nákladní automobil a hluk způsobný jízdou po dlažbě. Velké tlaky přenášené na vozovku pomáhá roznášet například vzor vějíře, typický například pro dláždění silnic žulovými kostkami nejen v Česku.

## V kultuře

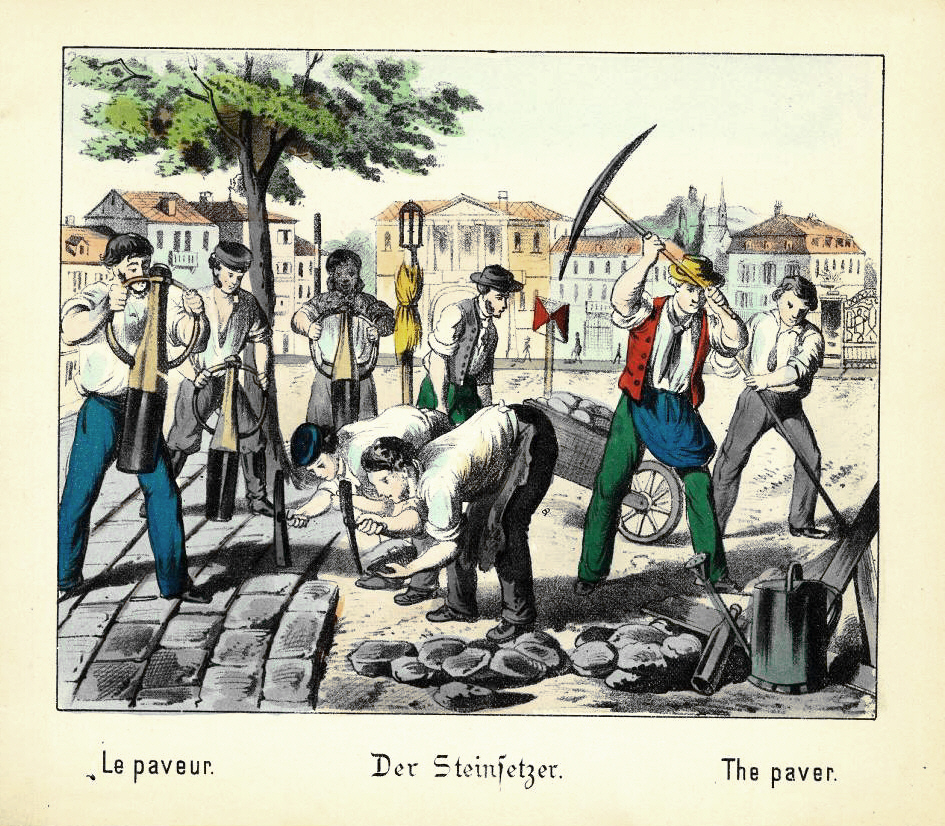
dlaždiči na historickém vyobrazení (1880)

České lidové rčení: Sprostý jako dlaždič, dnes vykládáme v souvislosti s vulgárními výrazy, ale spíše má původ v (s)prostém původu řemeslníků, což se ovšem nevylučuje.
Skupina Buty zpívá v písni Jednou ráno text:
Jednou ráno přišel vítr,
vzal si střechu i s pokrývačem
i s klempířem i s kominíkem.
Jenom dláždič zůstal dole.
Zůstal dole, chodník dláždil,
plival na zem a byl sprostý.
Kamarádi někam letí a on tady
musí klečet a on tady musí klečet.

## Galerie

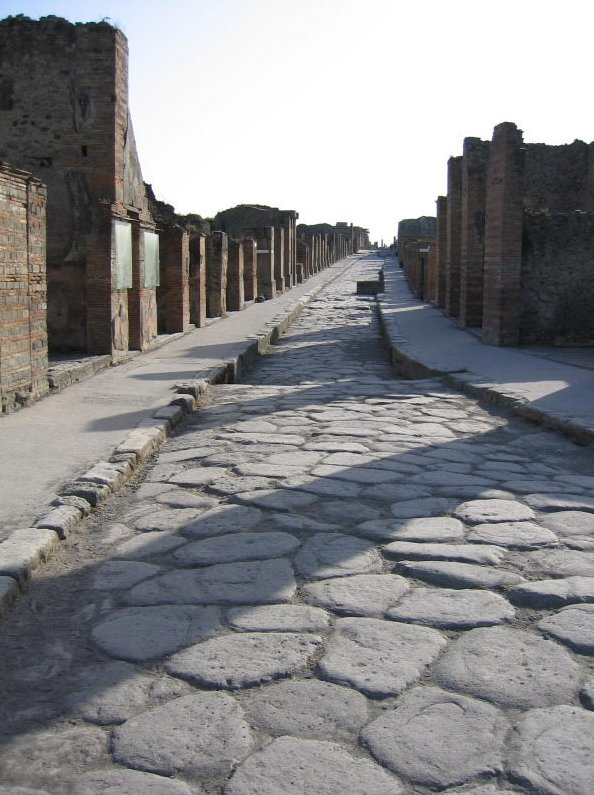
Tichá ulice v Pompejích
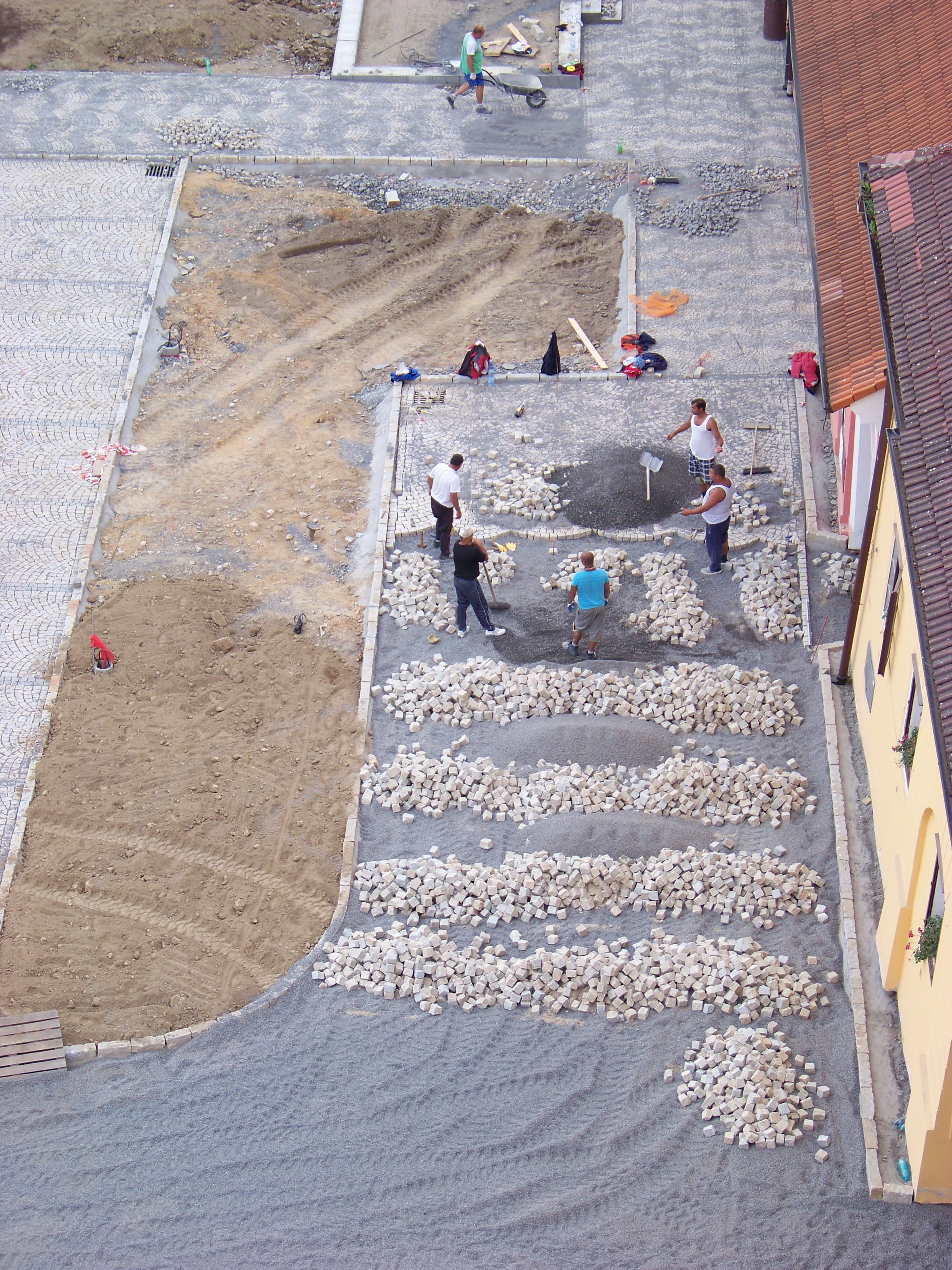
v Česku typické vějíře, rekonstrukce náměstí v Bechyni, pohled z kostela na jih
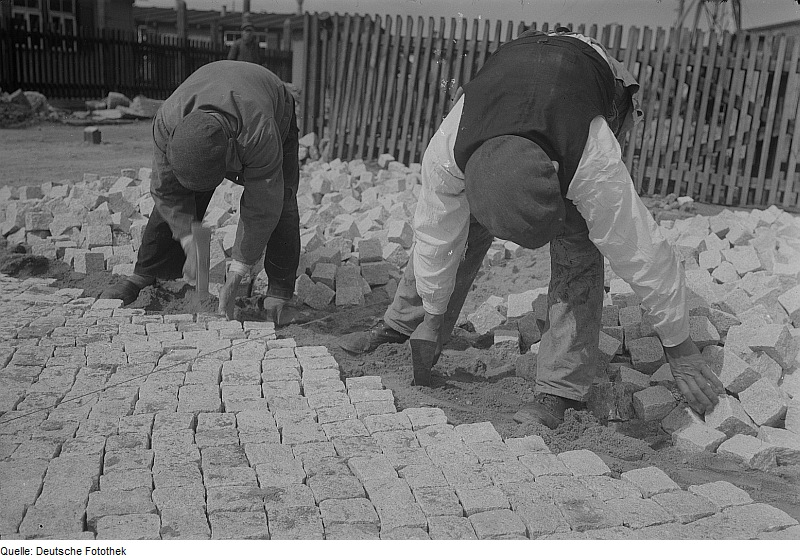
dlaždiči v Drážďanech
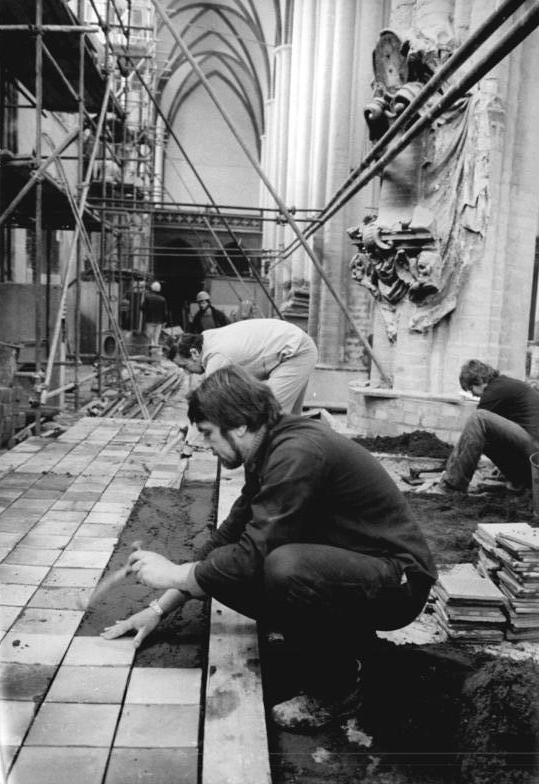
pokládka dlažby v berlínském kostele
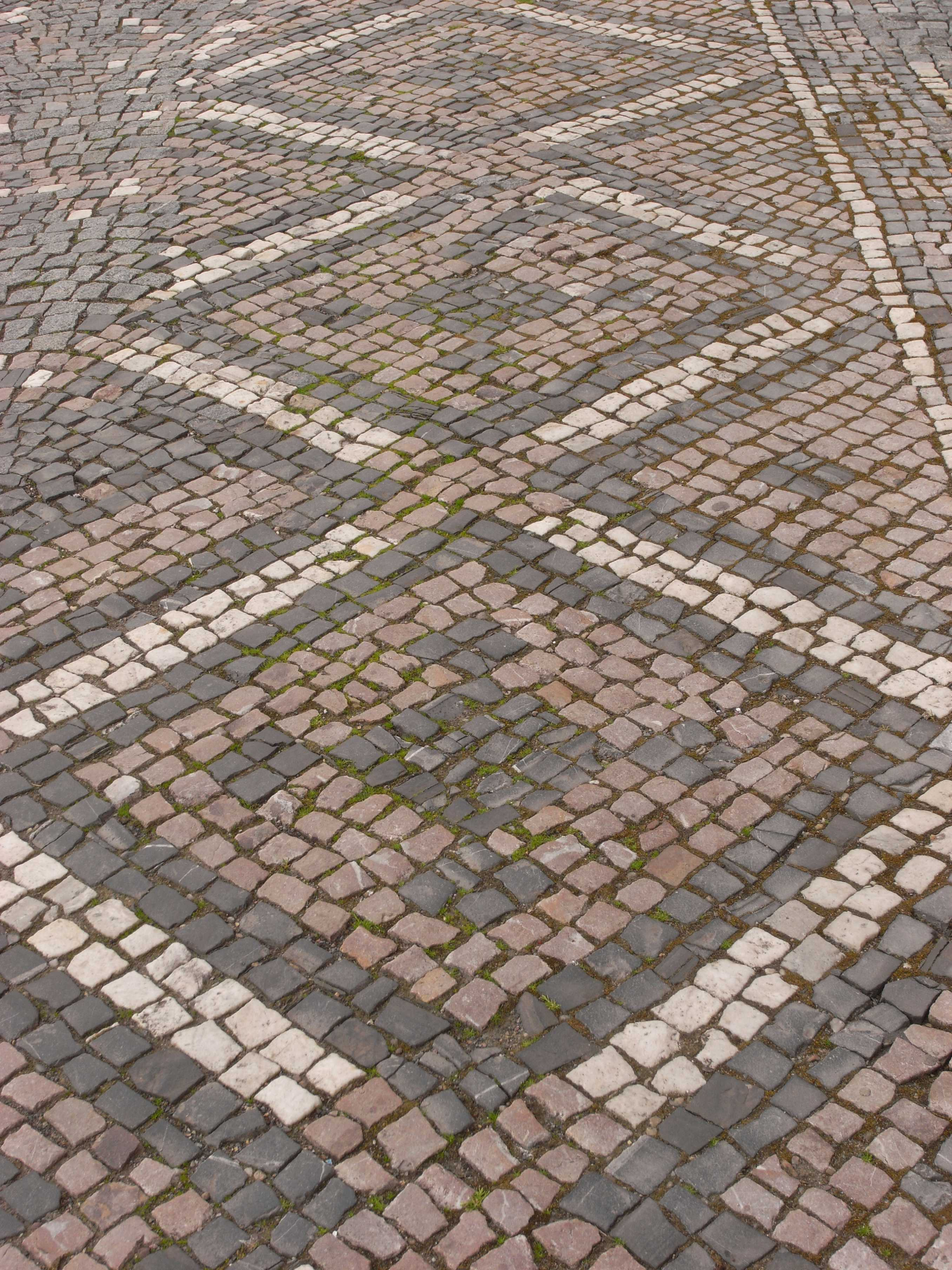
mozaika na ulici v Hradci Králové
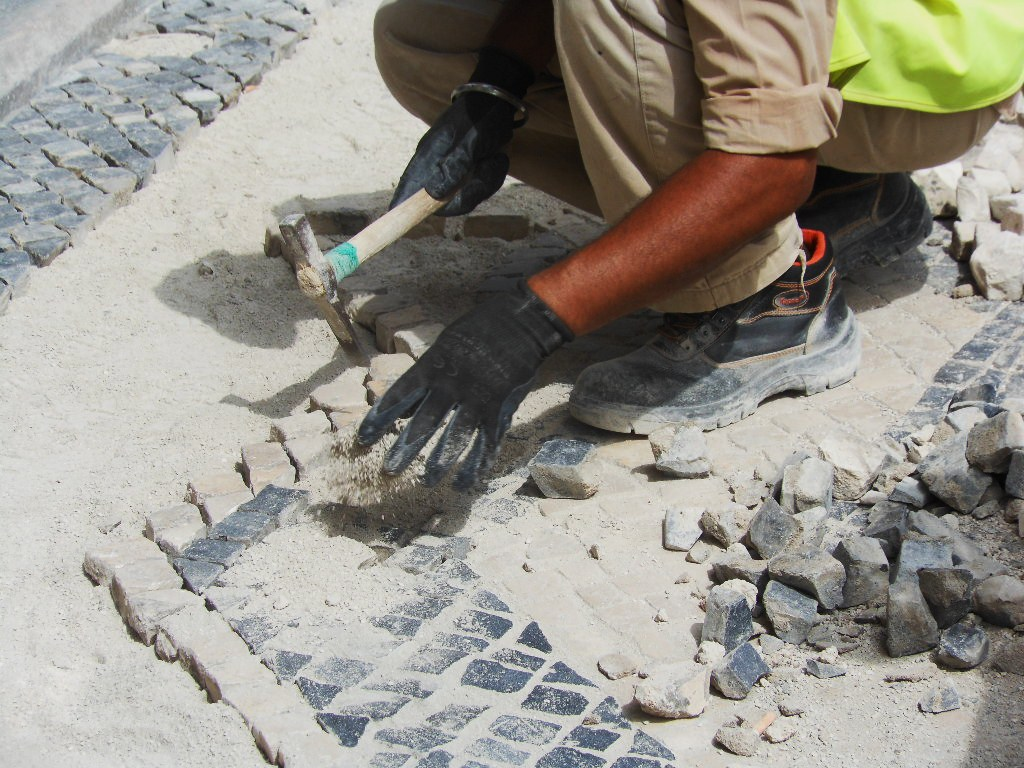
spárování dlažby pískem v Lisabonu
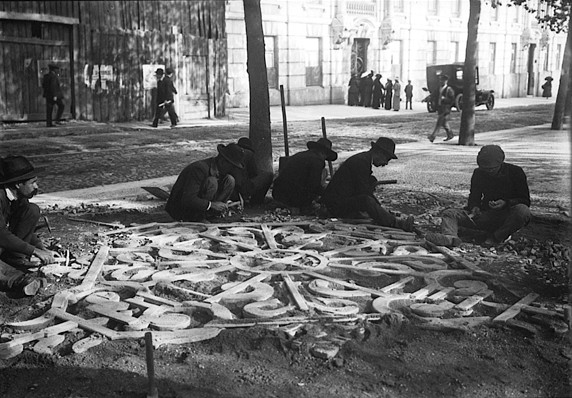
vyplňování ornamentů na ulici v Lisabonu
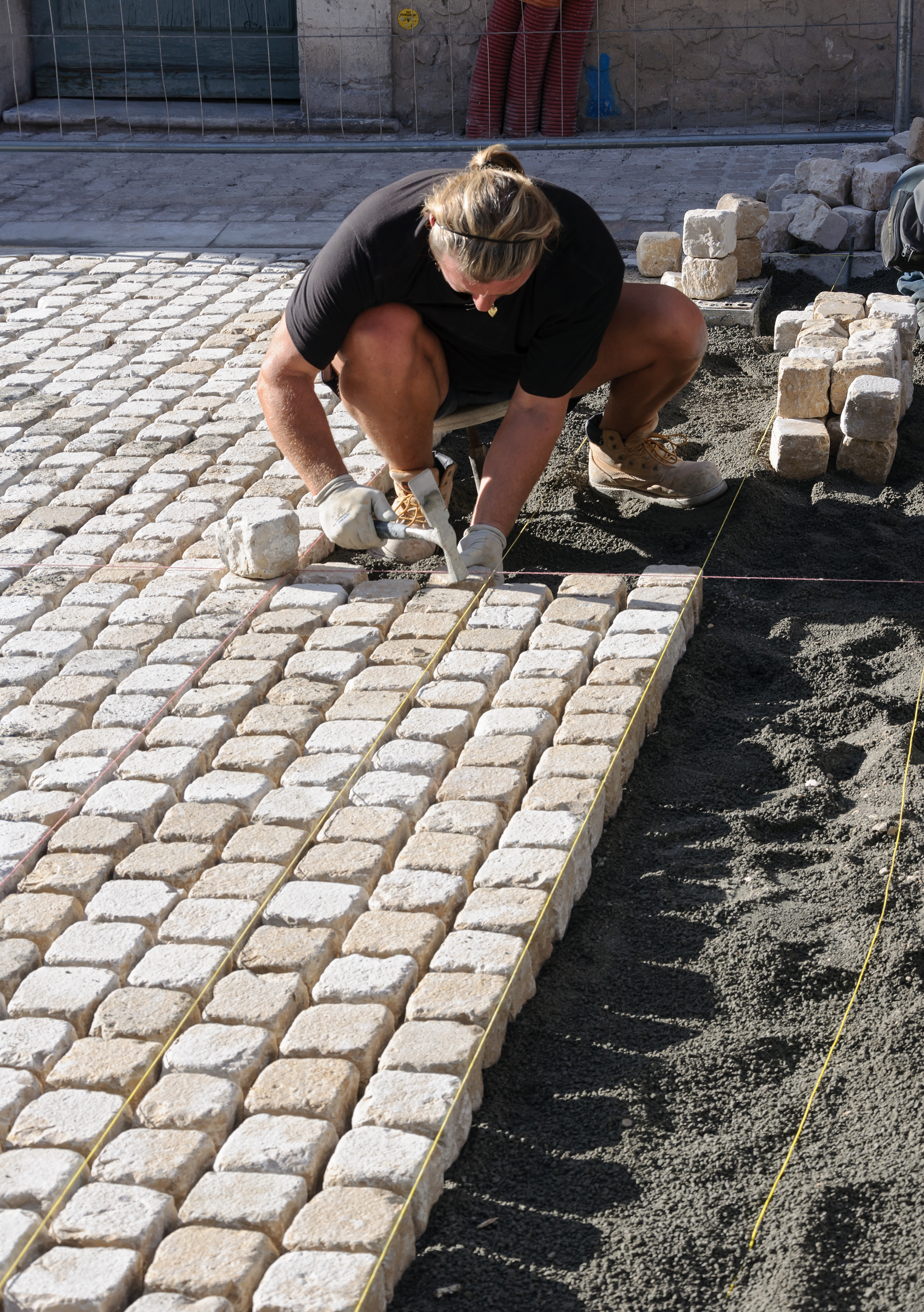
dlaždič při práci ve Francii
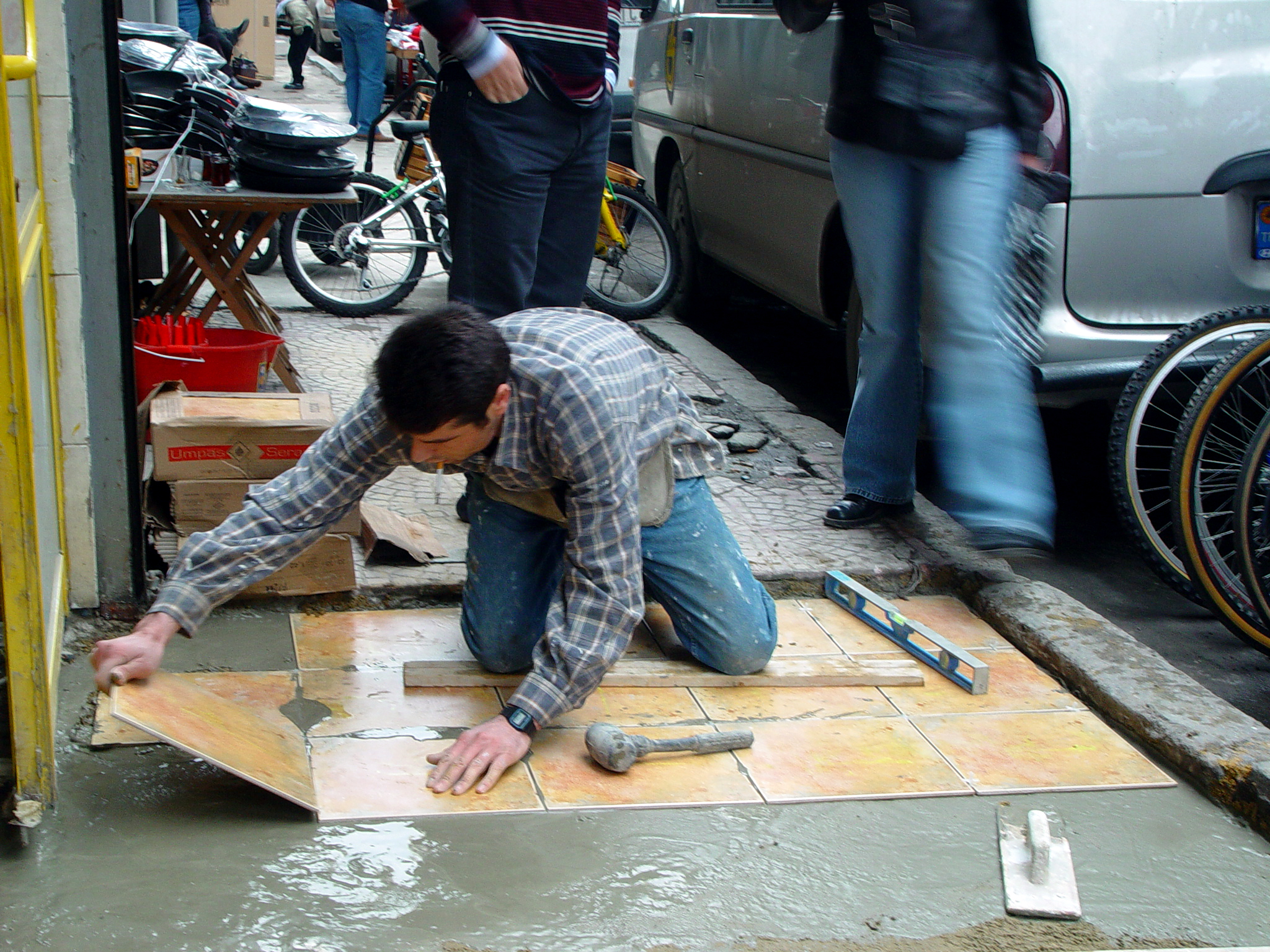
dlaždič na ulici v Istanbulu
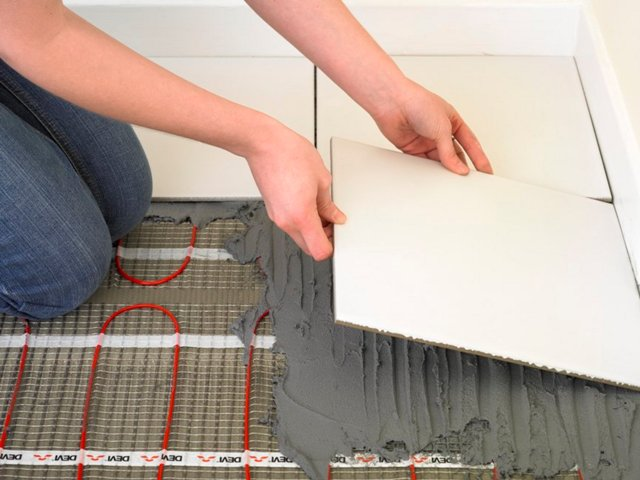
lepení dlaždic přes podlahové vytápění v interiéru
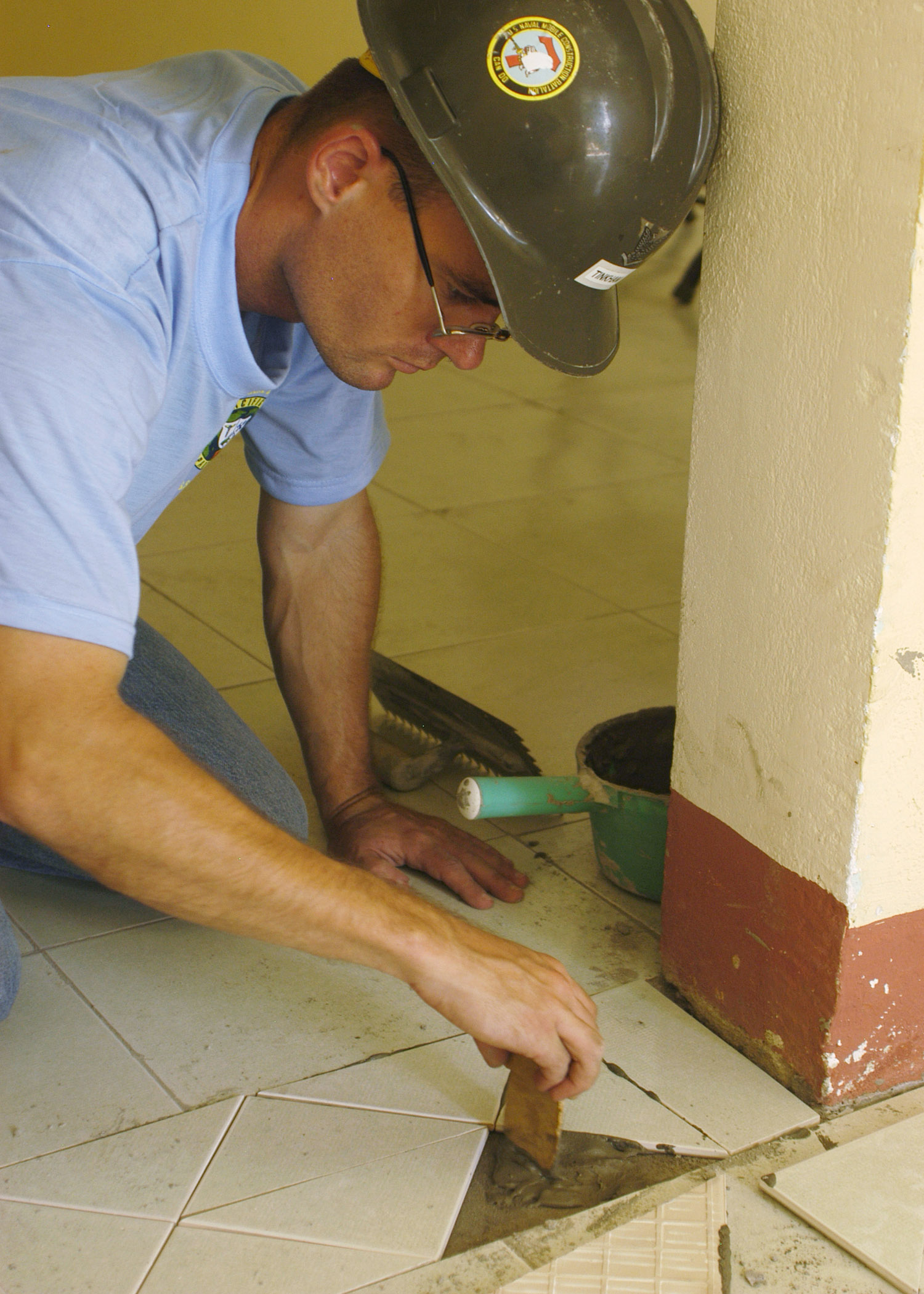
armádní dlaždič při pokládání podlahy v nemocnici ve válečné zóně
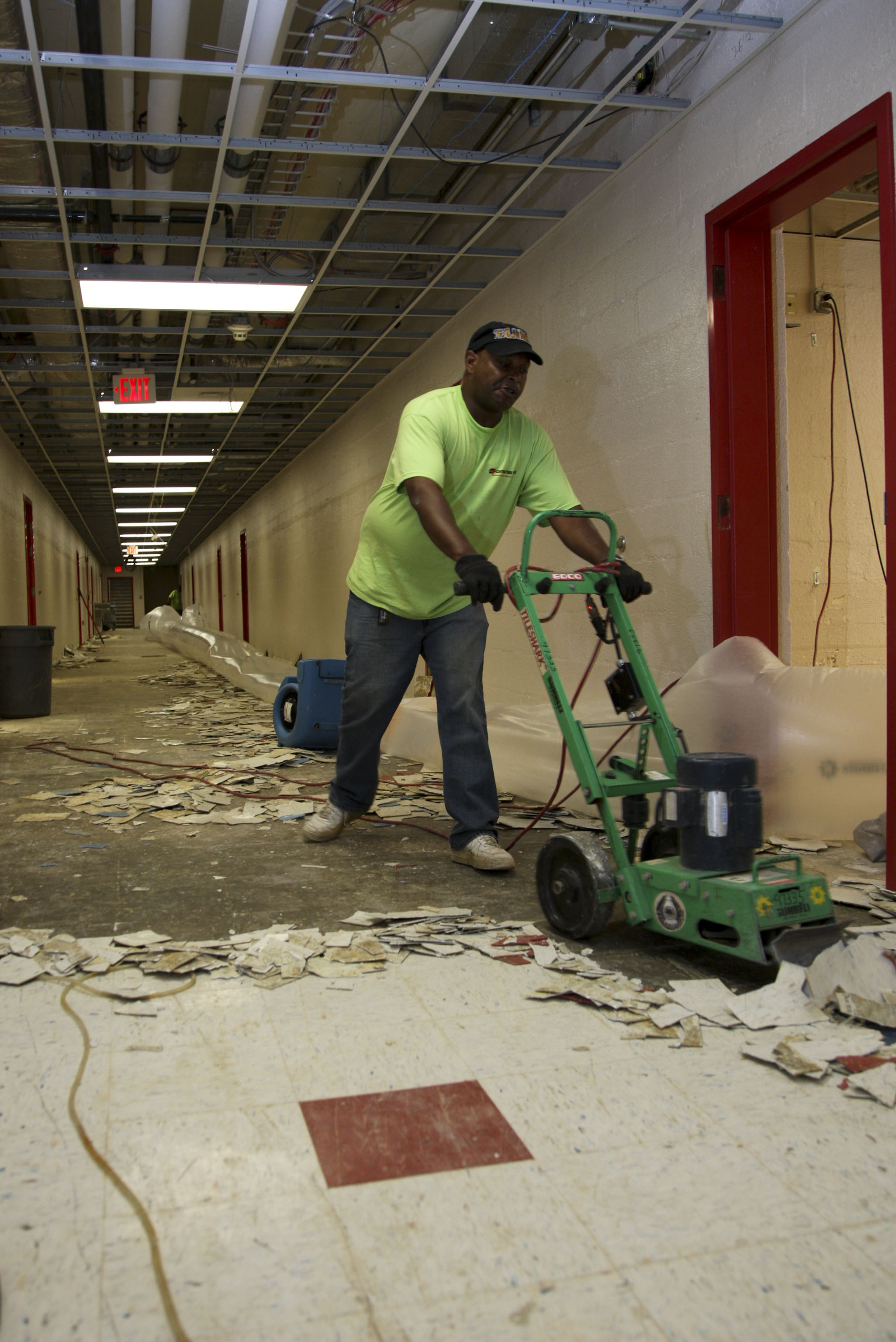
bourání dlaždic na podlaze ve škole v Kentucky